# Strongylocassis
Strongylocassis là một chi bọ cánh cứng trong họ Chrysomelidae.
Chi này được miêu tả khoa học năm 1950 bởi Hincks.

## Các loài
Chi này gồm các loài:
- Strongylocassis atripes (Le Conte, 1859)